# 16 ذو القعدة
- السبت
- الأحد
- الاثنين
- الثلاثاء
- الأربعاء
- الخميس
- الجمعة

- 2826 أبريل 2025
- 2927 أبريل 2025
- 3028 أبريل 2025
- 129 أبريل 2025
- 230 أبريل 2025
- 31 مايو 2025
- 42 مايو 2025
- 53 مايو 2025
- 64 مايو 2025
- 75 مايو 2025
- 86 مايو 2025
- 97 مايو 2025
- 108 مايو 2025
- 119 مايو 2025
- 1210 مايو 2025
- 1311 مايو 2025
- 1412 مايو 2025
- 1513 مايو 2025
- 1614 مايو 2025
- 1715 مايو 2025
- 1816 مايو 2025
- 1917 مايو 2025
- 2018 مايو 2025
- 2119 مايو 2025
- 2220 مايو 2025
- 2321 مايو 2025
- 2422 مايو 2025
- 2523 مايو 2025
- 2624 مايو 2025
- 2725 مايو 2025
- 2826 مايو 2025
- 2927 مايو 2025
- 128 مايو 2025
- 229 مايو 2025
- 330 مايو 2025

16 ذو القعدة أو 16 ذو القعدة الحرام أو يوم 16 \ 11 (اليوم السادس عشر من الشهر الحادي عشر) هو اليوم الحادي عشر بعد الثلاثمائة (311) من أيَّام السنة (أو الثاني عشر بعد الثلاثمائة لو كان شهر رمضان مُتممًا لليوم الثلاثين أو الثالث عشر بعد الثلاثمائة لو أتم كلًا من صفر وربيع الآخر وجمادى الآخرة وشعبان ورمضان ثلاثين يومًا) وفق التقويم الهجري القمري (العربي). يبقى بعده 43 أو 44 يومًا لانتهاء السنة.

## أحداث
- 6 هـ - الرسول محمد يعقد صلحًا مع قريش بالحديبية، وهو ما عرف باسم صلح الحديبية، وبمقتضاه اعترفت قريش بالدولة الإسلاميّة في المدينة المنورة، كما اعترفت القبائِل الأخرى بذلك أيضًا.
- 658هـ - القائد المملوكي ركن الدين بيبرس يقتل السلطان سيف الدين قطز ويعلن نفسه سلطانًا تحت اسم الظاهر بيبرس.
- 1070هـ - نشوب حريق هائل في عاصمة الدولة العثمانية «إستانبول» تسبب في إحراق ثلث منازلها، وعرف هذا الحريق باسم «البلية الكبرى» حيث احترق فيه 80 ألف منزل و360 مسجدًا، واستمر 49 ساعة.
- 1101هـ - العثمانيون بقيادة جركس أحمد باشا ينتصرون على الجيش الألماني في معركة زرنيت، ولم ينج من الجيش الألماني المكون من 26 ألف جندي سوى 200 جندي فقط.
- 1214هـ - استسلام الثائرين من أهالي مصر في ثورة القاهرة الثانية، بعد أن سلط عليهم الجنرال كليبر مدافعه، وأحرق أحياء القاهرة.
- 1300هـ - الخديوي توفيق بن إسماعيل يصدر مرسومًا بإلغاء الجيش المصري، وقد صدر هذا القرار عقب فشل الثورة العرابية، ودخول القوات البريطانية إلى مصر، الذي كان إيذانًا بالاحتلال الذي دام في مصر سبعين عامًا.
- 1314هـ - الدولة العثمانية تعلن الحرب على اليونان، بعد حروب العصابات التي شنها اليونانيون في عدد من الإيالات (الولايات) العثمانية، وقد استمرت هذه الحرب شهرًا، وانتصرت فيها الدولة العثمانية التي أفنت الجيش اليوناني ووصلت إلى أبواب العاصمة أثينا.
- 1366هـ - انضمام باكستان والمملكة المتوكلية اليمنية إلى الأمم المتحدة.
- 1368هـ - الزعيم الحبيب بورقيبة يعود إلى تونس بعد غياب أربع سنوات ونصف قضاها في مصر.
- 1369هـ - تأسيس البحرية السورية.
- 1376هـ - جلاء القوات البريطانية عن الأردن.
- 1383هـ - العلماء المسلمون في السعودية يصدرون فتوى تبيح أن يقوم ولي العهد الأمير فيصل بن عبد العزيز بتصريف جميع أمور المملكة الداخلية والخارجية بوجود الملك سعود بن عبد العزيز آل سعود في البلاد أو غيابه عنها، وأبناء الملك عبد العزيز وكبار أمراء آل سعود يصدرون قرارًا موقع منهم يؤيدون فيه فتوى العلماء ويطالبون الأمير فيصل بكونه وليًا للعهد ورئيسًا للوزراء في الإسراع بتنفيذ الفتوى.
- 1388هـ - ياسر عرفات يتولى رئاسة منظمة التحرير الفلسطينية وذلك باجتماع المجلس الوطني الفلسطيني المنعقد في القاهرة.
- 1422هـ - منتخب السعودية لكرة القدم يفوز ببطولة كأس الخليج العربي الخامسة عشر المقامة في المملكة العربية السعودية.
- 1436هـ -
  - تنظيم داعش يُفجِّر معبد بل في تدمر تفجيرًا جُزئيًّا.
  - فوز المنتخب النيجيري للمرة الأولى في تاريخه ببطولة أمم أفريقيا لكرة السلة المقامة في تونس وذلك أمام المنتخب الأنغولي بينما حل المنتخب التونسي في المرتبة الثالثة.
- 1444هـ - الأهلي المصري يتوج بلقب دوري أبطال إفريقيا بعد فوزه على الوداد المغربي في النهائي بمجموع 3–2 في المبارتين.

## مواليد
- 326هـ - الصاحب بن عباد، علَّامة ووزير شيعي إمامي.
- 1287هـ - أحمد تيمور، أديب مصرْ.
- 1330هـ - متري نعمان، شاعر وكاتب مسرحي لبناني.
- 1363هـ - رفيق الحريري، رئيس وزراء لبنان.
- 1371هـ - رضوان الكاشف، مخرج مصري.
- 1380هـ - فلة، مغنية جزائرية.
- 1385هـ - حنان يوسف، ممثلة مصرية.
- 1391هـ - ياسمين النجار، ممثلة تونسية.
- 1392هـ - بثينة رشوان، ممثلة مصرية.
- 1405هـ - حمد العماني، ممثل كويتي.

## وفيات
- 658 هـ - سيف الدين قطز، سلطان مصري ذو أصل مملوكي.
- 1384 هـ - فاروق الأول، ملك مصر الأخير.
- 1402 هـ - إبراهيم سعفان، ممثل مصري.
- 1414 هـ - زين الشرف بنت جميل، زوجة طلال بن عبد الله بن الحسين بن علي ملك الأردن.
- 1418 هـ - عبد الرحمن الأرياني، رئيس الجمهورية العربية اليمنية.
- 1425 هـ - عبده بدوي، شاعر مصري.
- 1426 هـ - محمود المسعدي، كاتب تونسي.
- 1441 هـ -
  - خالد بن سعود بن عبد العزيز آل سعود، أمير سعودي.
  - هشام الهاشمي، كاتب وباحث سياسي وناشط سلام عراقي.

## وصلات خارجية
- موقع قصة الإسلام: حدث في شهر ذو القعدة.